# Moscha exigualis
Moscha exigualis là một loài bướm đêm trong họ Noctuidae.